# リュドミラ・ウリツカヤ
リュドミラ・エヴゲーニエヴナ・ウリツカヤ（露: Людми́ла Евге́ньевна Ули́цкая, 1943年2月21日 - ）は、ロシアの小説家。

## 経歴
バシコルトスタン共和国のダブレカノボに生まれる。モスクワ大学（遺伝学専攻）卒業後、1967年から研究員としてモスクワ学術院に所属。1983年に児童文学作品でデビュー、1993年刊行の小説『ソーネチカ』から、散文作家として認められていく。フランスやイタリアで賞を受けるなど、ヨーロッパでの評判が先行し、母国ロシアで認められるのは遅れた。日本語を含め17言語に翻訳されている。モスクワ在住。
2024年3月1日、各種のメディアを通じてウクライナ侵攻に反対し、「LGBT（性的少数者）の思想を宣伝した」としてロシア法務省よりスパイとほぼ同義の「外国のエージェント（代理人）」に指定された。

## 日本語訳作品
- 『ソーネチカ』（沼野恭子訳、新潮社、新潮クレスト・ブックス） 2002
- 『それぞれの少女時代』（沼野恭子訳、群像社、群像社ライブラリー） 2006
- 『通訳ダニエル・シュタイン』上・下（前田和泉訳、新潮社、新潮クレスト・ブックス） 2009
- 『女が嘘をつくとき 』（沼野恭子訳、新潮社、新潮クレスト・ブックス） 2012
- 『クコツキイの症例』上・下（日下部陽介訳、群像社） 2013
- 『子供時代』（沼野恭子訳、新潮社、新潮クレスト・ブックス） 2015
- 『陽気なお葬式』（奈倉有里訳、新潮社、新潮クレスト・ブックス） 2016
- 『緑の天幕』（前田和泉訳、新潮社、新潮クレスト・ブックス） 2021

## 主な受賞歴
- 1996年 『ソーネチカ』でフランスのメディシス賞外国小説部門
- 1998年 『ソーネチカ』でイタリアのジュゼッペ・アツェルビ賞
- 2001年 『クコツキイの症例』でロシア・ブッカー賞
- 2004年 フランス芸術文化勲章シュヴァリエ 受勲
- 2011年 女性の自由のためのシモーヌ・ド・ボーヴォワール賞[4]
- 2012年 朴景利文学賞
- 2014年 オーストリア国家賞